# StarCraft II: Wings of Liberty
StarCraft II: Wings of Liberty és un videojoc d'estratègia en temps real desenvolupat per part Blizzard Entertainment per a PC Windows i Macintosh llançat mundialment el 27 de juliol de 2010. És la seqüela de StarCraft (1998).
Fou anunciat el 19 de maig de 2007 en la convenció Blizzard Worldwide Invitational celebrada a Seül (Corea del Sud). Poc després s'inaugurà la pàgina oficial de StarCraft II amb gran quantitat d'informació: articles, imatges i vídeos. Porta en desenvolupament des de l'estiu del 2003, després del llançament de Warcraft III: The Frozen Throne.
Continuarà la història quatre anys després dels esdeveniments ocorreguts a StarCraft: Brood War, (la història seria simultània al cancel·lat StarCraft: Ghost). No s'ha anunciat una nova raça híbrida entre Protoss i Zerg com s'esperava, sinó que es redissenyaran i perfeccionaran les tres races ja existents que comptaran amb noves unitats. Els Xel'Naga seran part fonamental del nou guió de campanya individual en què es planteja innovar-hi més que altres vegades.
En l'aspecte tecnològic, l'ús del motor gràfic Havok en 3D afegeix una física més realista entre altres millores amb respecte al seu successor. Utilitzarà la tecnologia Pixel Shader 5.0 i serà compatible amb els controladors DirectX 9.0 i 10.0. A més, s'ha posat molt d'èmfasi en el desenvolupament de l'aspecte multijugador amb noves tecnologies tant en el joc com en el servidor d'internet Battle.nét de Blizzard amb el motiu de fer ressaltar el joc davant d'altres del seu gènere.
A finals de juny del 2007 s'anuncià que els assistents a la festa anual BlizzCon (Blizzard Convention) seran els primers a poder provar el joc en les seves mans gràcies a la primera beta (privada). S'ha anunciat també una possible versió de demostració per al públic en general que serà llençada en principi el maig del 2009.

## Recursos

### Minerals
A StarCraft el recurs principal és el mineral, que permet crear estructures i unitats, la base d'una bona estratègia radica en l'òptima extracció de mineral. En moltes captures de pantalla s'observaren jaciments de minerals de color groc (davant dels clàssics blau cel). Segons Blizzard, quan aquests jaciments són explotats el jugador obté més recursos que amb els minerals comuns (com pot llegir-se en els fòrums oficials de Blizzard [en anglès] sobre StarCraft II).

### Gas vespí
Pel que sembla el gas vespí es mantindrà igual, com es pot apreciar en alguns vídeos. Blizzard va anunciar que serà possible restablir les reserves d'aquest gas fent ús de temps i mineral.